# Geisteskrankheit
Als Geisteskrankheit oder Geistesstörung wurden früher unterschiedliche Verhaltensbilder und Krankheiten bezeichnet, die sich durch Verhaltensformen ausdrücken, die in der Gesellschaft nicht akzeptiert werden (siehe Kapitel Staatsmedizin). Beide Bezeichnungen werden heute kaum noch verwendet.
„Geisteskrankheiten“ können heute als Oberbegriff für jede Art von psychischer Störung verstanden werden oder spezieller als Psychose (d. h. als Krankheitsgruppe mit schwerer ausgeprägter Symptomatik und eher ungünstiger Prognose).

## Heutiger Gebrauch des Begriffs
Im juristischen Sprachgebrauch und insbesondere in der forensischen Psychiatrie findet der Begriff weiterhin Verwendung für psychische Störungen von erheblichem Ausmaß (wie Schizophrenie oder auch für geistige Behinderung) und bestimmte Persönlichkeitsstörungen, so etwa im Betreuungsrecht, bei der Entmündigung und der Schuldunfähigkeit.
Im medizinischen und psychologischen Sprachgebrauch wird der Begriff Geisteskrankheit heute wegen definitorischer Schwierigkeiten dagegen kaum noch verwendet. Für die historische Verbreitung des Begriffs hat vor allem der Satz Wilhelm Griesingers gesorgt: „Geisteskrankheiten sind Gehirnkrankheiten“ (siehe Historische Wurzeln des Begriffs). Die Definitionsversuche des Begriffs können heute als eher mangelhaft angesehen werden.
Man spricht anstelle von Geisteskrankheiten heute meist von psychischen Störungen oder seelischen Krankheiten. Aber noch in dieser Wortwahl macht sich das historische Erbe bemerkbar (vgl. auch Historische Wurzeln des Begriffs). Von den Geisteskrankheiten wurden die Gemütskrankheiten als umschriebene affektive Psychosen und die Geistesschwäche als Störung mit klinisch schwächer ausgeprägter Symptomatik abgegrenzt.

## Historische Wurzeln des Begriffs
Um 1790 unterschied der Würzburger Mediziner Meinolph Wilhelm verschiedene Klassen von Geisteskranken: „Tollsinnige“, „Wahnsinnige“, „Trübsinnige“ und „Blödsinnige“. Nach Klaus Dörner wurde der Begriff Geisteskrankheit maßgeblich durch Friedrich Wilhelm Schelling und seine Identitätsphilosophie um 1800 geprägt. Schelling wandte sich hier gegen Hegel, indem er behauptete, dass die Seele nicht erkranken könne, da sie göttlichen Ursprungs sei: „Nicht der Geist wird vom Leib, sondern umgekehrt der Leib vom Geist infiziert.“ Hier liegen auch die Ursprünge für die deutsche Endogenitätslehre und die französische Degenerationslehre sowie ihre vermutete Vorwegnahme körperlicher Begründbarkeit. Es handelte sich hierbei um den Standpunkt der Psychiker, wonach vor allem Sünde und moralische Verfehlungen eine Geisteskrankheit verursachen. Es musste dahingestellt bleiben, ob Seele oder Geist erkranken. Für die Seelenkrankheit setzte sich im 19. Jahrhundert der Begriff Gemütskrankheit durch, für die Geisteskrankheit ab 1845 der Begriff Psychose. Dies war allerdings auch der Zeitpunkt, ab dem die allgemeine Geltung der Psychiker ins Wanken geriet. Psychische Störung meint ebenfalls eher den naturwissenschaftlich definierten Begriff von Krankheit, vgl. die Unterscheidung von Psyche und Seele und die von Johann Christian Reil geprägte Bezeichnung Psychiatrie.
Das von Wilhelm Griesinger mit seinem Lehrbuch Pathologie und Therapie der psychischen Krankheiten 1845 verkündete Fazit „Geisteskrankheiten sind Gehirnkrankheiten“ erforderte ein Umdenken der Psychiatrie im Sinne der Somatiker. Damit kam die Forschung aber erst recht auf die Bahn einer Suche nach somatischen Befunden bei Psychosen, wie sie vor allem die klassische deutsche Psychiatrie vertrat. Die Sichtweise Freuds und der von ihm behandelten Neurosen erschien daher wie ein Rückfall in die romantische Medizin. Gesellschaftspolitische Bezüge wurden so aber eher nicht hergestellt, sondern ärztlicherseits meist ein rein naturwissenschaftliches Paradigma ohne gesellschaftliches Engagement behauptet, siehe Kap. Staatsmedizin. Ein triadisches System der Psychiatrie und die mit ihm verbundene multikonditionale Betrachtungsweise (Ernst Kretschmer) bildeten sich erst nach und nach heraus. Auch die Sichtweise einer Mitbedingtheit psychischer Erkrankungen durch körperliche und seelische Faktoren, wie sie die psychosomatische Medizin mit Modellvorstellungen von psychophysischer Korrelation vertritt, ist ein erst vergleichsweise junger Entwicklungsschritt in der seit zwei Jahrhunderten währenden Geschichte der Erforschung von Geisteskrankheiten.

## Staatsmedizin

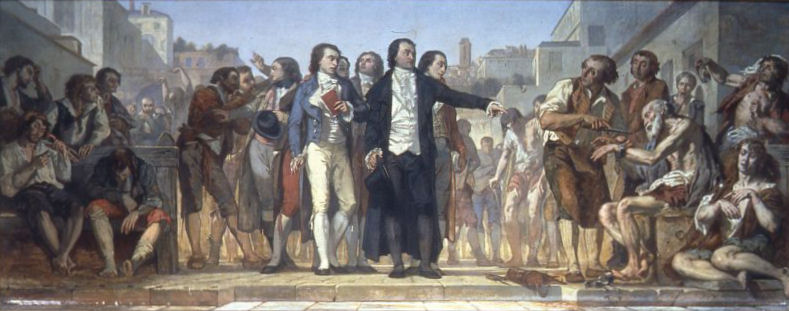
Charles Louis Müller (1820–1895) Pinel befreit die Irren von ihren Ketten

In Deutschland waren die Anfänge der institutionellen Psychiatrie im 19. Jahrhundert weitestgehend durch eine Staatsmedizin bestimmt, die ihre staatstragenden ideologischen Anleihen vorwiegend aus den Morallehren der Philosophie und der Religion übernahm, die aber auch durch die beginnende Industrialisierung zunehmend sozialökonomische Gesichtspunkte in die staatspolitischen Überlegungen aufnahm. Das Vorhandensein staatlicher Präsenz erschien vor allem deshalb unerlässlich, weil man von der Grundannahme der Uneinfühlbarkeit und Unverständlichkeit des tätigen Verhaltens bei Geisteskrankheiten ausging, so insbesondere auch von der Gefahr der Tobsucht. Dies bewirkte, dass man Geisteskranke teilweise in Fortsetzung der absolutistischen Ausgrenzung von Unvernunft – etwa durch die Methoden des Hôpital général – potentiell als gemeingefährlich hielt. Die Grundannahme der Gemeingefährlichkeit begünstigte die Befürwortung von Zwangsmaßnahmen.
Philippe Pinel (1745–1826) wird allgemein dafür gerühmt, die Kranken von ihren Ketten befreit zu haben, weil er die Grundannahme der Gemeingefährlichkeit umkehrte und gegenüber dem jakobinischen Schreckensmann Georges Couthon vor den Anstaltsinsassen behauptete, die Tobsüchtigen seien deshalb aggressiv, weil sie wegen der Zwangsmaßnahmen dieses Verhalten angenommen hätten. Eine reale Befreiung von Ketten durch Pinel ist allerdings nicht nachweisbar. Der Begriff Geisteskrankheit spielte daher auch in rechtlicher Hinsicht eine entscheidende Rolle. Bis Ende 1991 war der Begriff „Geisteskrankheit“ gemäß § 6 BGB gesetzestextlich verankert.

## Situation seit den 1980er Jahren
Annahmen aus den 1960er und 1970er Jahren, dass von psychiatrischen Patienten kein höheres Risiko für die Allgemeinheit ausgehe als von den übrigen Mitbürgern, wurden seit den 1980er Jahren durch zahlreiche psychiatrisch-epidemiologische Untersuchungen in Nordeuropa, Großbritannien und Nordamerika in Frage gestellt.
Unabhängig von kriminalstatistischen Erkenntnissen wird der Schutz der Allgemeinheit jedoch in modernen Rechtsstaaten für konkrete Gefahren im Einzelfall gesetzlich geregelt, zum Beispiel in Deutschland durch den Maßregelvollzug und in Österreich durch den Maßnahmenvollzug.